# Sebastian Schunke
Sebastian Schunke (* 16. Mai 1973 in Göttingen) ist ein deutscher Jazz-Pianist, Komponist und Jurist. Er gilt als „wichtiger Neuerer“ des Latin Jazz.

## Leben und Wirken
Schunke studierte Rechtswissenschaft an der Universität Göttingen. Nach seinem Abschluss zog er nach New York, wo er ein Jurapraktikum machen wollte. Dort interessierte sich der klassisch geschulte Pianist für afrokubanische Rhythmen und studierte Jazzklavier an der Manhattan School of Music. Seinen Abschluss in Jazzklavier machte er nach seinem Wechsel nach Berlin an der Hochschule für Musik Hanns Eisler. Zu seinen Lehrern zählten Garry Dial, Hilton Ruiz, Sonny Bravo und Alan Gampel.
Schunke hat Alben bei den Labels Timba-Records international, Connector-Records und NWog Records veröffentlicht. Auf seiner ersten CD Symbiosis kreierte Schunke im Jahr 2000 einen Euro-Latin-Stil, der sich im Grenzbereich von modernem europäischen Jazz und amerikanischem Latin Jazz bewegt. Auf der CD Symbiosis begleiten ihn Antonio Sánchez, Dafnis Prieto, John Benitez, Richie Flores, Yosvany Terry und Peter Brainin. Auf den folgenden Platten Mouvement (2004) und Vida Pura (2007) arbeitete Schunke mit den in Europa lebenden Künstlern Felipe Cabrera (ehemals Bassist von Gonzalo Rubalcaba), Mario Marejon El Indio, Lukmil Pérez, Chris Dahlgren und der kubanischen Sängerin Olvido Ruiz Castellanos zusammen. Im Jahr 2008 führte die Zusammenarbeit mit Paquito D’Rivera zur Aufnahme der CD Back in New York. 2011 nahm er mit seinem Berliner Quartett die CD Life and Death auf (2014 veröffentlicht). Auf der CD Genesis. Mystery and Magic versammelt sein Sextett Musiker aus Deutschland, Österreich, Russland, Uruguay und Curacao. Auf der CD Elusive Beauty (Termidor Musikverlag/Connector Records 2018) verfremdet Schunke seinen Euro-Latin-Stil noch erheblich weiter, in dem er Elemente der Neuen Musik des 21. Jahrhunderts insbesondere der europäischen Avant Garde verstärkt mit einfließen lässt und begründet so den "Fourth Stream" in Anlehnung an Gunther Schuller.
2004 begleitete Schunke als musikalischer Repräsentant den deutschen Bundespräsidenten Horst Köhler  auf dessen erster Auslandsreise nach Afrika.
Schunke legte mehrere Veröffentlichungen zu den Themen Musikbusiness und Musikrecht vor. Er promovierte im Jahr 2008 an der Humboldt-Universität zu Berlin zu dem Thema Das Bearbeitungsrecht in der Musik und dessen Wahrnehmung durch die GEMA.
Schunke lebt in Berlin und New York und unterrichtet am Jazz-Institut Berlin und als Professor für privates Wirtschaftsrecht an der Hochschule für Wirtschaft und Recht Berlin. Er war Gastprofessor für Jazz und Kompositionslehre an der Universidad de Chile in Santiago de Chile.

## Preise und Auszeichnungen
Schunke gewann mehrfach (2004, 2006, 2008, 2013, 2017, 2019) den Jazzpreis des Berliner Senats. Im Mai 2022 wurde er für sein Album Elusive Beauty in Havanna im Rahmen des Cubadisco-Festivals mit dem Premio Internacional Cubadisco ausgezeichnet, der als kubanischer Pendant zum Grammy gilt. 2024 wurde Schunke erneut für den Premio Cubadisco nominiert für seine Collaboration mit den Muñequitos de Matanzas auf der CD „Existential Intensities“.

## Diskografie
- Symbiosis, featuring Antonio Sánchez, Richie Flores, John Benitez, Dafnis Prieto, Yosvany Terry und Peter Brainin, 2002
- Mouvement, featuring Felipe Cabrera, Lukmil Pérez, Peter Brainin, Anders Nilsson, Michael Haves, El Indio, Olvido Ruiz, Orlando Poleo, 2004
- Vida Pura, featuring Olvido Ruiz, Felipe Cabrera, Lukmil Pérez, Chris Dahlgren, Dan Freeman, Michael Haves, El Indio, 2007
- Back in New York, mit Paquito D’Rivera, Antonio Sanchez, John Benitez, Pernell Saturnino, Anders Nilsson, 2008
- Life and Death, mit Pernell Saturnino, Dan Freeman, Marcel Krömker, Diego Piñera, 2011
- Genesis. Mystery and Magic, mit Alex Sipiagin, Nils Wogram, Hans Glawischnig, Pernell Saturnino, Diego Piñera, 2014
- Elusive Beauty, mit Benjamin Weidekamp, Yodfat Miron, Boram Lie, Diego Piñera, 2018
- Existential Intensities, mit Los Muñequitos de Matanzas, Moritz Baumgärtner, Nick Dunston, 2023

## Juristische Veröffentlichungen
- mit Artur-Axel Wandtke: Einheitliche Lizenzierung der Klingeltöne – eine rechtliche Notwendigkeit? In: UFITA. 2007, S. 61–86.
- Das Bearbeitungsrecht in der Musik und dessen Wahrnehmung durch die GEMA. Dissertation. Humboldt-Universität 2007. De Gruyter, Berlin 2008, ISBN 978-3-89949-476-1.
- Musikrecht in Medienrecht. Praxishandbuch. Hrsg. Artur Wandtke. De Gruyter, Berlin 2008/2. Aufl. 2011.
- Mitautor in Artur Wandtke: Urheberrecht. De Gruyter, Berlin 2009/2. Aufl. 2010/3. Aufl. 2012/4. Aufl. 2013
- Mitautor in Artur Wandtke: Rechtsprechung zum Urheberrecht De Gruyter, Berlin 2011.
- Die Schrankenregelungen im Urheberrecht auf dem Prüfstand, Hrsg. Bullinger/Grunert/Ohst/Wöhrn, FS für Wandtke, De Gruyter, Berlin 2013.
- Mitautor in Bisges: Handbuch Urheberrecht, Berlin 2016.
- Die Verteilungspraxis der Verwertungsgesellschaften auf dem Prüfstand, ZUM 2015, S. 37–47.
- Wie klingt Europa? – Gibt es ein europäisch-juristisches Klangverständnis, das den klanglichen Realitäten der Neuen Musik des 20. und 21. Jahrhunderts gerecht wird?, ZUM 2020, S. 447–456.
- Derivative Musikwerknutzung in den sozialen Netzwerken versus das zweistufige Lizenzsystem der GEMA, ZUM 2025, S. 565–575.